# Брестская улица (Барнаул)
Бре́стская у́лица — одна из улиц в центре Барнаула.
Проходит по двум районам города — Октябрьскому и Железнодорожному, от Комсомольского проспекта до Деповской улицы в юго-западном направлении. Протяжённость — 674 метра. Ширина — от 5 до 10 метров.

## История
В 1910—1930-х годах существовал план застройки Барнаула по принципу «города-сада». В результате его частичной реализации появилась Брестская улица, которая первоначально шла от проспекта Ленина до железнодорожного вокзала.
С 1930-х по 1950-е годы XX века сформировался новый архитектурный ансамбль центра города, который был спроектирован, в основном, ленинградскими проектными институтами. Брестская улица стала одной из составных частей этого проекта. Здесь на пересечении с проспектом Ленина были возведены 5-этажные здания в стиле ар-деко, а сама улица была продлена до Комсомольского проспекта. Территория от вокзала до Деповской улицы была застроена жилыми домами, в связи с чем длина Брестской улицы значительно сократилась.

## Важнейшие организации и учреждения
Сегодня на Брестской улице расположены:
- Государственные учреждения — Арбитражный суд Алтайского края.
- Учебные заведения — Барнаульский техникум сервиса и дизайна одежды.
- Здравоохранение — Стоматологическая поликлиника № 1
- Разное — Алтайская краевая общественная организация любителей книг

## Памятники архитектуры и истории
- Часть ансамбля застройки проспекта Ленина: жилой дом (1950-е годы) — Брестская ул., 9.
- Жилой дом с поликлиникой (1956) — Брестская ул., 16.